# Mathieu (kulle)
Mathieu är en kulle i Antarktis. Den ligger i Östantarktis. Frankrike gör anspråk på området.
Terrängen runt Mathieu är kuperad åt sydost, men västerut är den platt. Havet är nära Mathieu norrut. Trakten är obefolkad. Det finns inga samhällen i närheten.